# 李學詩 (嘉靖乙丑山東進士)
李學詩（1530年—1580年），字叔言，號前峰，山東兗州府東阿縣人，明朝政治人物。

## 生平
九月二十八日生，治《詩經》。嘉靖四十年（1561年）由縣學增廣生中式辛酉科山東鄉試第二十七名舉人，嘉靖四十四年（1565年）乙丑科第三甲第一百六十四名進士。吏部观政，本年八月授陽曲知县，隆慶二年（1568年）六月升開封府同知，五年二月升刑部员外郎，五月调兵部武选司，万历元年（1573年）正月升郎中，丁母忧归。四年十一月起復武选司郎中，八年六月復除本部，养病，同年卒。

## 家族
曾祖李玘；祖李紈；父李頴，義官贈兵部郎中；前母劉氏；母王氏，贈宜人。慈侍下。
行三，兄學周；學易，弟學忠；學書；學恕。子李刚克、李柔克、李念克。
妻張氏。